# Ariën van Weesenbeek
Ariën van Weesenbeek (Waalwijk, 17 mei 1980) is een Nederlands drummer. Hij was de drummer van de symfonische-metalband Imperia en de deathmetalband God Dethroned en werd in 2007 drummer van Epica.

## Levensloop
Van Weesenbeek startte op driejarige leeftijd met drummen op pannen met keukenmaterialen, waarna hij zijn vaders drumset ontdekte. Geïnspireerd door bands als Cream, nam hij drumles. Bij de muziekschool werd Van Weesenbeek drummer van een marching band, waarna hij op 15-jarige leeftijd start met de band Pandaemonium. Andere bands waar Van Weesenbeek speelde waren Downslide en Conspiracy.
Van Weesenbeek heeft zijn Bachelor of Music Arts (BMA) gehaald aan het Rotterdams Conservatorium. Daar ontmoette hij ook Isaac Delahaye die later ook bij God Dethroned kwam. Van Weesenbeek voegde zich in 2003 bij God Dethroned. In 2007 nam hij het drumgedeelte op de cd The Divine Conspiracy van Epica op zich. Later dat jaar op 3 december werd hij fulltime drummer van de symfonische metal band, en nam daarmee de plaats in van ex-drummer Jeroen Simons. Voor de opnames van het in 2009 verschenen Epica-album Design Your Universe verzorgde hij naast de drums ook een deel van de grunts.